# Fabrice Martin
Fabrice Martin (* 11. září 1986 Bayonne) je francouzský profesionální tenista, deblový specialista. Ve své dosavadní kariéře na okruhu ATP Tour vyhrál osm deblových turnajů včetně tří s krajanem Jérémym Chardym. Na challengerech ATP a okruhu ITF získal šest titulů ve dvouhře a dvacet devět ve čtyřhře.
Na žebříčku ATP byl ve dvouhře nejvýše klasifikován v červenci 2012 na 228. místě a ve čtyřhře pak v dubnu 2023 na 19. místě. Trénuje ho Paul Forsyth. Dříve tuto roli plnil Arnaud Agniel.
Na nejvyšší grandslamové úrovni si s krajanem Jérémym Chardym zahrál finále čtyřhry French Open 2019, z něhož odešli poraženi od německého páru Kevin Krawietz a Andreas Mies.

## Tenisová kariéra
Tenis začal hrát v pěti letech. V sezóně 2002 vstoupil na juniorský okruh Mezinárodní tenisové federace. V roce 2003 pak debutoval na mužském okruhu ITF. Status profesionálního tenisty získal v roce 2006.

## Finále na Grand Slamu

### Mužská čtyřhra: 1 (0–1)
| Stav      | rok  | turnaj      | povrch | spoluhráč     | soupeři ve finále           | výsledek      |
| --------- | ---- | ----------- | ------ | ------------- | --------------------------- | ------------- |
| Finalista | 2019 | French Open | antuka | Jérémy Chardy | Kevin Krawietz Andreas Mies | 2–6, 6–7(3–7) |

## Finále na okruhu ATP Tour

### Čtyřhra: 22 (8–14)
| Legenda                     |
| --------------------------- |
| D – dvouhra; Č – čtyřhra    |
| Grand Slam (0–1)            |
| Turnaj mistrů (0)           |
| ATP Tour Masters 1000 (0–1) |
| ATP Tour 500 (1–3)          |
| ATP Tour 250 (7–9)          |

| Tituly dle povrchu |
| ------------------ |
| tvrdý (7–9)        |
| antuka (1–4)       |
| tráva (0–1)        |

| Stav      | č.  | datum           | turnaj                      | kategorie    | povrch    | spoluhráč              | soupeři ve finále                        | výsledek                |
| --------- | --- | --------------- | --------------------------- | ------------ | --------- | ---------------------- | ---------------------------------------- | ----------------------- |
| Finalista | 1.  | 8. února 2015   | Záhřeb, Chorvatsko          | ATP 250      | tvrdý (h) | Purav Radža            | Marin Draganja Henri Kontinen            | 4–6, 4–6                |
| Vítěz     | 1.  | 10. ledna 2016  | Čennaí, Indie               | ATP 250      | tvrdý     | Oliver Marach          | Austin Krajicek Benoît Paire             | 6–3, 7–5                |
| Vítěz     | 2.  | 21. února 2016  | Delray Beach, Spojené státy | ATP 250      | tvrdý     | Oliver Marach          | Bob Bryan Mike Bryan                     | 3–6, 7–6(9–7), [13–11]  |
| Finalista | 2.  | 12. června 2016 | Stuttgart, Německo          | ATP 250      | tráva     | Oliver Marach          | Marcus Daniell Artem Sitak               | 7–6(7–4), 4–6, [8–10]   |
| Finalista | 3.  | 2. října 2016   | Šen-čen, ČLR                | ATP 250      | tvrdý     | Oliver Marach          | Fabio Fognini Robert Lindstedt           | 6–7(4–7), 3–6           |
| Finalista | 4.  | 30. října 2016  | Vídeň, Rakousko             | ATP 500      | tvrdý     | Oliver Marach          | Łukasz Kubot Marcelo Melo                | 6–4, 3–6, [11–13]       |
| Vítěz     | 3.  | 7. ledna 2017   | Dauhá, Katar                | ATP 250      | tvrdý     | Jérémy Chardy          | Vasek Pospisil Radek Štěpánek            | 6–4, 7–6(7–3)           |
| Finalista | 5.  | 12. února 2017  | Montpellier, Francie        | ATP 250      | tvrdý (h) | Daniel Nestor          | Alexander Zverev Mischa Zverev           | 4–6, 7–6 (7–3) , [7–10] |
| Finalista | 6.  | 7. května 2017  | Mnichov, Německo            | ATP 250      | antuka    | Jérémy Chardy          | Juan Sebastián Cabal Robert Farah        | 3–6, 3–6                |
| Finalista | 7.  | 29. října 2017  | Basilej, Švýcarsko          | ATP 500      | tvrdý (h) | Édouard Roger-Vasselin | Ivan Dodig Marcel Granollers             | 5–7, 6–7(6–8)           |
| Vítěz     | 4.  | 24. února 2019  | Marseille, Francie          | ATP 250      | tvrdý (h) | Jérémy Chardy          | Ben McLachlan Matwé Middelkoop           | 6–3, 6–7(4–7), [10–3]   |
| Vítěz     | 5.  | 5. května 2019  | Estoril, Portugalsko        | ATP 250      | antuka    | Jérémy Chardy          | Luke Bambridge Jonny O'Mara              | 7–5, 7–6(7–3)           |
| Finalista | 8.  | 8. června 2019  | French Open, Paříž, Francie | Grand Slam   | antuka    | Jérémy Chardy          | Kevin Krawietz Andreas Mies              | 2–6, 6–7(3–7)           |
| Finalista | 9.  | 29. září 2019   | Čcheng-tu, Čína             | ATP 250      | tvrdý     | Jonatan Erlich         | Nikola Čačić Dušan Lajović               | 6–7(9–11), 6–3, [3–10]  |
| Vítěz     | 6.  | 18. ledna 2020  | Adelaide, Austrálie         | ATP 250      | tvrdý     | Máximo González        | Ivan Dodig Filip Polášek                 | 7–6(14–12), 6–3         |
| Finalista | 10. | 20. září 2020   | Řím, Itálie                 | Masters 1000 | antuka    | Jérémy Chardy          | Marcel Granollers Horacio Zeballos       | 4–6, 7–5, [8–10]        |
| Finalista | 11. | únor 2021       | Melbourne, Austrálie        | ATP 250      | tvrdý     | Jérémy Chardy          | Nikola Mektić Mate Pavić                 | 6–7(2–7), 3–6           |
| Vítěz     | 7.  | říjen 2021      | Antverpy, Belgie            | ATP 250      | tvrdý (h) | Nicolas Mahut          | Wesley Koolhof Jean-Julien Rojer         | 6–0, 6–1                |
| Finalista | 12. | říjen 2022      | Astana, Kazachstán          | ATP 500      | tvrdý (h) | Adrian Mannarino       | Nikola Mektić Mate Pavić                 | 4–6, 2–6                |
| Finalista | 13. | únor 2023       | Marseille, Francie          | ATP 250      | tvrdý (h) | Nicolas Mahut          | Santiago González Édouard Roger-Vasselin | 6–4, 6–7(4–7), [7–10]   |
| Vítěz     | 8.  | únor 2023       | Dubaj, SAE                  | ATP 500      | tvrdý     | Maxime Cressy          | Lloyd Glasspool Harri Heliövaara         | 7–6(7–2), 6–4           |
| Finalista | 14. | červenec 2024   | Gstaad, Švýcarsko           | ATP 250      | antuka    | Ugo Humbert            | Juki Bhambri Albano Olivetti             | 6–3, 3–6, [6–10]        |

## Finále na challengerech ATP
| Legenda – tituly    |
| ------------------- |
| Challengery (1–2 D) |

### Dvouhra: 3 (1–2)
| Stav      | č. | datum             | turnaj           | povrch | soupeř ve finále  | výsledek                |
| --------- | -- | ----------------- | ---------------- | ------ | ----------------- | ----------------------- |
| Vítěz     | 1. | 31. července 2011 | Recanati, Itálie | tvrdý  | Kenny de Schepper | 6–1, 6–7(6–8), 7–6(7–3) |
| Finalista | 1. | 22. července 2012 | Recanati, Itálie | tvrdý  | Simone Bolelli    | 3–6, 2–6                |
| Finalista | 2. | 20. července 2014 | Granby, Kanada   | tvrdý  | Hiroki Morija     | 5–7 7–6(7–4) 3–6        |

## Postavení na konečném žebříčku ATP

### Dvouhra
| Rok    | 2004  | 2005   | 2006   | 2007    | 2008   | 2009   | 2010   | 2011   | 2012   | 2013   | 2014   | 2015   | 2016   | 2017–2022 |
| Pořadí | 1447. | ▲ 860. | ▲ 640. | ▼ 1003. | ▲ 527. | ▼ 642. | ▲ 421. | ▲ 260. | ▼ 314. | ▼ 559. | ▲ 305. | ▼ 825. | ▼ 966. | —         |

### Čtyřhra
| Rok    | 2004 | 2005  | 2006   | 2007   | 2008   | 2009   | 2010   | 2011   | 2012   | 2013   | 2014   | 2015  | 2016  | 2017  | 2018  | 2019  | 2020  | 2021  | 2022  |
| Pořadí | —    | 1483. | ▲ 728. | ▼ 910. | ▲ 610. | ▲ 399. | ▲ 379. | ▲ 254. | ▲ 246. | ▲ 209. | ▲ 148. | ▲ 71. | ▲ 37. | ▲ 33. | ▼ 87. | ▲ 29. | ▲ 26. | ▼ 27. | ▼ 57. |